# Ormosia fusiformis
Ormosia fusiformis là một loài ruồi trong họ Limoniidae. Chúng phân bố ở miền Tân bắc.